# Bulls on Parade
«Bulls on Parade» ('Desfile de toros', en inglés) es un sencillo de la banda estadounidense de rap metal Rage Against The Machine, lanzado en 1996. La canción fue incluida en su segundo álbum, Evil Empire. Es el sexto sencillo de la banda. Alcanzó el número 15 en VH1 y el Top 40 de canciones de metal.

## Historia
Bulls on Parade debutó en Saturday Night Live en abril de 1996. RATM iba a tocar dos canciones en esa presentación, pero como colgaron banderas estadounidenses invertidas en los amplificadores, los obligaron a abandonar el edificio forzosamente.
La canción posee uno de los más famosos riffs de guitarra y un inusual solo, haciendo uso del killswitch y frotando su mano a lo largo de las cuerdas de la guitarra. Es generalmente citado como el ejemplo más famoso de Tom Morello extremadamente innovador en guitarra, junto con Calm like a bomb del álbum The Battle of Los Angeles. Morello ha mencionado a los Geto Boys como una influencia sobre el sonido de la canción.
La canción también aparece en el videojuego Guitar Hero III: Legends of Rock.

## Letra
La letra de la canción trata de lo que comúnmente se denomina el "complejo industrial-militar", que es la tendencia de la industria (la industria de armamentos, principalmente) para incitar a los militares a comprar más armamento, y aumentar sus beneficios. Versos como Weapons not food, not homes, not shoes, not need, just feed the war cannibal animal ("Armas, no alimentos, no casas, no zapatos, son innecesarios, solo alimenta a la guerra canibal-animal"), y They don't gotta burn tha books they just remove 'em ("Ellos no queman los libros, solo los sacan") son sólo un par de ejemplos de las varias referencias al "complejo militar-industrial" de la canción. Con las palabras Terror rains drenchin', quenchin' tha thirst of tha power dons ("El terror llueve, satisfaciendo la sed de los señores poderosos"), la canción sugiere que el temor del terrorismo se utiliza para manipular la población de Estados Unidos para que apoye al militarismo y la acción militar. La frase "El terror llueve" también sirve como un doble sentido, lo que sugiere que, literalmente, el gobierno es el terror. La frase 'Ellos no queman los libros, solo los sacan' es una cita de la novela Fahrenheit 451, mientras que 'O haces algo con éxito como de la O' o ...' es una referencia a Genovevo de la O, general de la guerrilla del Ejército de Liberación de los países del Sur durante la Revolución Mexicana.

## Video musical
El video para Bulls on Parade contiene imágenes del concierto que dieron en el Sídney Big Day Out (25 de enero de 1996) y del concierto en el Pabellón Hordern en Sídney (27 de enero de 1996). A lo largo del vídeo, los jóvenes que protestaban en las calles con signos políticos, los ejércitos militares, banderas y otras imágenes son montadas juntas. A veces, se muestran las letras en la parte superior de la pantalla. En una escena, cerca del final, Tom Morello es el hombre de chaqueta negra y gorra de béisbol que está haciendo un grafiti.

## Contenido
El sencillo solo contiene dos pistas:
1. «Bulls on Parade»
2. «Hadda Be Playing on the Jukebox»  (Versión en vivo)

## Posición en las listas musicales
| Año  | Sencillo          | Lista                     | Posición |
| ---- | ----------------- | ------------------------- | -------- |
| 1996 | «Bulls on Parade» | Australian Singles Chart  | n.º 29   |
| 1996 | «Bulls on Parade» | Dutch Singles Chart       | n.º 46   |
| 1996 | «Bulls on Parade» | French Singles Chart      | n.º 27   |
| 1996 | «Bulls on Parade» | New Zealand Singles Chart | n.º 22   |
| 1996 | «Bulls on Parade» | Norwegian Singles Chart   | n.º 4    |
| 1996 | «Bulls on Parade» | Swedish Singles Chart     | n.º 9    |
| 1996 | «Bulls on Parade» | Mainstream Rock Tracks    | n.º 36   |
| 1996 | «Bulls on Parade» | Modern Rock Tracks (US)   | n.º 11   |
| 1996 | «Bulls on Parade» | Official U.K. Top 40      | n.º 8    |